# Steve Vickers
Stephen ("Steve") Vickers (Bishop Auckland, 13 oktober 1967) is een Engels voormalig betaald voetballer. Vickers was een centrale verdediger die bijzonderlijk in de loondienst speelde van Tranmere Rovers en daarna Middlesbrough, waarmee hij uitkwam in de Premier League. 

## Clubcarrière
Vickers was 18 jaar profvoetballer, van 1985 tot 2003. Hij verloor twee keer de finale van de League Cup met Middlesbrough, in 1997 en 1998. Daarnaast bereikte Vickers eenmalig de finale van de FA Cup met de club, in 1997. Chelsea versloeg Middlesbrough in die finale. Hij speelde acht seizoenen voor de club uit de regio Teesside, van 1993 tot 2001. In die tijd speelde Vickers meestal naast aanvoerder Nigel Pearson centraal in de verdediging. 
Eerder, met de Tranmere Rovers, won de centrale verdediger zijn enige trofee; de Football League Trophy in 1990. Vickers, steevast met rugnummer vier, miste het overgrote deel van zijn carrière zelden een wedstrijd. Hij zette een punt achter zijn actieve loopbaan bij Birmingham City in 2003. 

## Erelijst
Tranmere Rovers FC
- Football League Trophy

1990